# Estación de Ribas do Rio Pardo
La Estación Ferroviaria de Ribas do Rio Pardo fue una construcción destinada al embarque o desembarque de pasajeros de trenes y, en segundo plano, a la carga y descarga de mercancía transportada. Usualmente consistía en un edificio para pasajeros (y posiblemente para cargas también), además de otras instalaciones asociadas al funcionamiento del ferrocarril. 

## Histórico
La estación de Ribas do Rio Pardo fue inaugurada el 12 de octubre de 1914 y fue una de las primeras estaciones en ser finalizadas en el entonces estado de Mato Grosso. El territorio por donde pasaba el ferrocarril y la estación fueron entonces donados por el dueño de la Hacienda Río Pardo (José Colleto García). Forma parte de la línea Y. F. Itapura-Corumbá, que fue abierta también a partir de 1912. A pesar de esto, por dificultades técnicas y financieras, había cerca de 200 km de raíles pendientes de ser concluidos (tramos Jupiá-Agua Clara y después Pedro Celestino-Porto Esperanza), hecho que ocurrió en octubre de 1914. En 1917 el ferrocarril es fusionado en el tramo del Ferrocarril Noroeste de Brasil (NOB), que era el tramo paulista Bauru-Itapura. En 1920 se creó el distrito de paz, siendo la estación construida cerca de la población que se estaba formando como consecuencia de la construcción de la plataforma ferroviaria, llamada inicialmente Conceição do Rio Pardo (más tarde el nombre actual, Ribas do Rio Pardo). Posteriormente sería sede de una comisaría de policía. Años después, en 1952, es finalizada la conexión hasta la ciudad de Corumbá, en la frontera con Bolivia y al año siguiente es concluido el ramal ferroviario de Ponta Porã con la inauguración de la estación de la ciudad homónima. En 1975 la línea es incorporada como una subdivisión de la RFFSA. En 1984 la estación seguía operando con una gran cantidad de operaciones.
En 1996 el ferrocarril es finalmente privatizado y entregado en concesión a la Novoeste, siendo el transporte de pasajeros suprimido. En 2006 la estación seguía existiendo.